# Liste der ausgezeichneten Restaurants in Südafrika
Dies ist eine Liste der ausgezeichneten Restaurants in Südafrika, die durch verschiedene Organisation ausgezeichnete Restaurants in Südafrika enthält.

## Liste
| Jahr | Rang                                                   | Eat Out Mercedes-Benz Restaurant Awards | Condé Nast Gourmet Restaurant Awards | Luxury Restaurant Awards |
| ---- | ------------------------------------------------------ | --- | --- | ------------------------ |
| 2016 |                                                        | | |                          |
| 1    | The Test Kitchen (Kapstadt)                            | Restaurant Mosaic at The Orient (Pretoria) Luke Dale Roberts at The Saxon (Johannesburg) DW Eleven-13 (Johannesburg) Shortmarket Club (Kapstadt) | Serendipity Restaurant (Wilderness) Karibu Restaurant (Kapstadt) Summerfields Kitchen (Hazyview) Overture (Stellenbosch) De Grendel Restaurant (Kapstadt) Black Bamboo Restaurant (Pretoria) |                          |
| 2    | La Colombe (Kapstadt)                                  | Restaurant Mosaic at The Orient (Pretoria) Luke Dale Roberts at The Saxon (Johannesburg) DW Eleven-13 (Johannesburg) Shortmarket Club (Kapstadt) | Serendipity Restaurant (Wilderness) Karibu Restaurant (Kapstadt) Summerfields Kitchen (Hazyview) Overture (Stellenbosch) De Grendel Restaurant (Kapstadt) Black Bamboo Restaurant (Pretoria) |                          |
| 3    | The Restaurant at Waterkloof (Somerset West)           | Restaurant Mosaic at The Orient (Pretoria) Luke Dale Roberts at The Saxon (Johannesburg) DW Eleven-13 (Johannesburg) Shortmarket Club (Kapstadt) | Serendipity Restaurant (Wilderness) Karibu Restaurant (Kapstadt) Summerfields Kitchen (Hazyview) Overture (Stellenbosch) De Grendel Restaurant (Kapstadt) Black Bamboo Restaurant (Pretoria) |                          |
| 4    | The Tasting Room at Le Quartier Français (Franschhoek) | Restaurant Mosaic at The Orient (Pretoria) Luke Dale Roberts at The Saxon (Johannesburg) DW Eleven-13 (Johannesburg) Shortmarket Club (Kapstadt) | Serendipity Restaurant (Wilderness) Karibu Restaurant (Kapstadt) Summerfields Kitchen (Hazyview) Overture (Stellenbosch) De Grendel Restaurant (Kapstadt) Black Bamboo Restaurant (Pretoria) |                          |
| 5    | Restaurant Mosaic at The Orient (Pretoria)             | Restaurant Mosaic at The Orient (Pretoria) Luke Dale Roberts at The Saxon (Johannesburg) DW Eleven-13 (Johannesburg) Shortmarket Club (Kapstadt) | Serendipity Restaurant (Wilderness) Karibu Restaurant (Kapstadt) Summerfields Kitchen (Hazyview) Overture (Stellenbosch) De Grendel Restaurant (Kapstadt) Black Bamboo Restaurant (Pretoria) |                          |
| 6    | Overture (Stellenbosch)                                | Restaurant Mosaic at The Orient (Pretoria) Luke Dale Roberts at The Saxon (Johannesburg) DW Eleven-13 (Johannesburg) Shortmarket Club (Kapstadt) | Serendipity Restaurant (Wilderness) Karibu Restaurant (Kapstadt) Summerfields Kitchen (Hazyview) Overture (Stellenbosch) De Grendel Restaurant (Kapstadt) Black Bamboo Restaurant (Pretoria) |                          |
| 7    | Greenhouse at The Cellars-Hohenort (Kapstadt)          | Restaurant Mosaic at The Orient (Pretoria) Luke Dale Roberts at The Saxon (Johannesburg) DW Eleven-13 (Johannesburg) Shortmarket Club (Kapstadt) | Serendipity Restaurant (Wilderness) Karibu Restaurant (Kapstadt) Summerfields Kitchen (Hazyview) Overture (Stellenbosch) De Grendel Restaurant (Kapstadt) Black Bamboo Restaurant (Pretoria) |                          |
| 8    | The Kitchen at Maison (Franschhoek)                    | Restaurant Mosaic at The Orient (Pretoria) Luke Dale Roberts at The Saxon (Johannesburg) DW Eleven-13 (Johannesburg) Shortmarket Club (Kapstadt) | Serendipity Restaurant (Wilderness) Karibu Restaurant (Kapstadt) Summerfields Kitchen (Hazyview) Overture (Stellenbosch) De Grendel Restaurant (Kapstadt) Black Bamboo Restaurant (Pretoria) |                          |
| 9    | Foliage (Franschhoek)                                  | Restaurant Mosaic at The Orient (Pretoria) Luke Dale Roberts at The Saxon (Johannesburg) DW Eleven-13 (Johannesburg) Shortmarket Club (Kapstadt) | Serendipity Restaurant (Wilderness) Karibu Restaurant (Kapstadt) Summerfields Kitchen (Hazyview) Overture (Stellenbosch) De Grendel Restaurant (Kapstadt) Black Bamboo Restaurant (Pretoria) |                          |
| 10   | Camphors at Vergelegen (Somerset West)                 | Restaurant Mosaic at The Orient (Pretoria) Luke Dale Roberts at The Saxon (Johannesburg) DW Eleven-13 (Johannesburg) Shortmarket Club (Kapstadt) | Serendipity Restaurant (Wilderness) Karibu Restaurant (Kapstadt) Summerfields Kitchen (Hazyview) Overture (Stellenbosch) De Grendel Restaurant (Kapstadt) Black Bamboo Restaurant (Pretoria) |                          |
| 2015 |                                                        | Restaurant Mosaic at The Orient (Pretoria) Luke Dale Roberts at The Saxon (Johannesburg) DW Eleven-13 (Johannesburg) Shortmarket Club (Kapstadt) | Serendipity Restaurant (Wilderness) Karibu Restaurant (Kapstadt) Summerfields Kitchen (Hazyview) Overture (Stellenbosch) De Grendel Restaurant (Kapstadt) Black Bamboo Restaurant (Pretoria) |                          |
| 1    | The Test Kitchen (Kapstadt)                            | nicht ausgetragen | nicht ausgetragen |                          |
| 2    | La Colombe (Kapstadt)                                  | nicht ausgetragen | nicht ausgetragen |                          |
| 3    | The Tasting Room at Le Quartier Français (Franschhoek) | nicht ausgetragen | nicht ausgetragen |                          |
| 4    | Greenhouse at The Cellars-Hohenort Hotel (Kapstadt)    | nicht ausgetragen | nicht ausgetragen |                          |
| 5    | Five Hundred at The Saxon Hotel (Johannesburg)         | nicht ausgetragen | nicht ausgetragen |                          |
| 6    | The Restaurant at Waterkloof (Somerset West)           | nicht ausgetragen | nicht ausgetragen |                          |
| 7    | Restaurant Mosaic at The Orient (Pretoria)             | nicht ausgetragen | nicht ausgetragen |                          |
| 8    | Terroir (Stellenbosch)                                 | nicht ausgetragen | nicht ausgetragen |                          |
| 9    | The Pot Luck Club (Kapstadt)                           | nicht ausgetragen | nicht ausgetragen |                          |
| 10   | Jordan Restaurant (Stellenbosch)                       | nicht ausgetragen | nicht ausgetragen |                          |